# De Luisterlijn
De Luisterlijn, (+31 88 076 7000) voorheen Sensoor en tot 2008 SOS Telefonische Hulpdienst, is een Nederlandse organisatie die dag en nacht emotionele ondersteuning op afstand biedt. Dit gebeurt vanuit een landelijk bureau verdeeld over 28 locaties in Nederland. Bij de Luisterlijn werken ruim 1.500 vrijwilligers. Zij ontvangen jaarlijks ruim 500.000 oproepen. De Luisterlijn wordt gefinancierd door het ministerie van Volksgezondheid, Welzijn & Sport en maakte tot 2022 of 2023 deel uit van de IFOTES: International Federation of Telephone Emergency Services, gesticht in 1967.

## Missie
Door er dag en nacht te zijn met een luisterend oor, beoogt de Luisterlijn mensen in staat stellen om zorgen, pijn en verdriet (even) het hoofd te bieden.

## Visie
De Luisterlijn streeft naar een samenleving waarin écht luisteren naar elkaar met aandacht en zonder oordeel, vanzelfsprekend is.
De Luisterlijn stelt zich ten doel "eerste hulp te verlenen aan personen die in maatschappelijke of geestelijke nood verkeren en zich telefonisch of via de chat of mail melden. De Luisterlijn heeft geen commercieel oogmerk en wil voor iedereen een luisterend oor zijn, ongeacht zijn of haar religieuze, politieke of ideologische overtuiging".

## Hulpverlening
De stichting wordt geleid door een aantal betaalde krachten (landelijk bureau, management, trainers/begeleiders en administratie), aangevuld met een groter aantal opgeleide en gecertificeerde vrijwilligers die via de telefoon, chat en mail gesprekken voeren.
De gesprekken zijn niet-therapeutisch van aard. Eerder fungeren de gesprekken als een eerstelijns opvang bij acute (psychische) nood. Tevens kunnen mensen die behoefte hebben aan een luisterend oor of een gesprek van mens tot mens terecht bij De Luisterlijn. Vrijwilligers worden speciaal opgeleid en getraind om hulpvragers in staat te stellen na het gesprek zichzelf beter te helpen.
Bij De Luisterlijn wordt in volstrekte anonimiteit gewerkt. Ook de adressen van de 28 locaties in het land zijn geheim.

## Historie
In Rotterdam werd in 1958 de eerste SOS Telefonische Hulpdienst van Nederland gestart. In de jaren daarna groeide het aantal steunpunten tot aan de huidige situatie waarin op 28 locaties (meestal in of in de buurt van grote steden) telefonisch of via chat en e-mail hulp wordt geboden.